# Алесандро Пирцио Бироли
Алесандро Пирцио Бироли (итал. Alessandro Pirzio Biroli; Болоња, 23. јул 1877 — Рим, 20. мај 1962) је био италијански генерал и фашистички политичар, познат као гувернер окупиране Црне Горе у Другом свјетском рату.
Потицао је из породице истраживача и авантуриста, а у младости се бавио мачевањем и освојио сребрну медаљу на Олимпијским играма у Лондону 1908.
За вријеме Првог свјетског рата године 1918. постао је командант 8. пука берсаљера. 1927. је служио као шеф италијанске војне мисије у Еквадору а године 1928. инспектор тзв. Брзе дивизије. Године 1933. је постао командант дивизије Тријесте. За вријеме Абисинијског рата 1933. је командовао Еритрејским корпусом. Након успјешног завршетка рата је неко вријеме служио као гувернер Амхаре, тада припојене Италијанској Источној Африци. 
Године 1941. је заповиједао 9. армијом и на том мјесту је од 1941. до 1943. служио као гувернер Црне Горе и Албаније. Након избијања устанка у Црној Гори 1941. је започео репресалије над целокупним становништвом.
На мјесту гувернера Црне Горе и Албаније је у јануару 1942. издао проглас којим пријети стријељањем 50 талаца за сваког убијеног и 10 талаца за сваког рањеног италијанског војника. Пирцио Бироли је потписао споразум 24. јула 1942. са вођом црногорских четника Блажом Ђукановићем. По том споразуму, црногорски четници су легализовани, обавезали су се да ће помагати Италијанима у борби против партизана, а заузврат ће добијати оружје, муницију и плате. Црна Гора је подељена на три зоне који су обезбеђивали четничке јединице Баја Станишића и Павла Ђуришића и Ловћенска бригада зеленаша Крста Зрнова Поповића.
Упркос томе што се налази високо на списку ратних злочинаца Комисија Уједињених нација за ратне злочине, Биролију није никада суђено и старост је провео у Риму.